# Iva Brkić
Iva Brkić, de nom de naixement Iva Ciglar, (Slavonski Brod, 12 de desembre de 1985) és una jugadora de bàsquet croata que juga en la posició de base.

## Anys primerencs
Nasqué el 12 de desembre de 1985 a la ciutat croata de Slavonski Brod, sent filla de Željko i Melita Ciglar, i germana d'una família de tres. El seu pare, Željko, fou entrenador de bàsquet.
Començà la seva carrera esportiva al seu país natiu de Croàcia formant part de les files del ZKK Medvescak entre 2001 i 2004. Més tard jugà entre 2005 i 2008 a la NCAA mentre assistí a Universitat Internacional de Florida. També jugà a la lliga eslovena amb el Merkur Celje la temporada 2008-2009 on assolí ser la "Màxima estrella de la Lliga eslovena", i posteriorment jugà a la lliga hongaresa amb el Szeviep Szeged de 2009 a 2010.
El 2017 fitxà per l'equip basc de l'IDK Gipuzkoa.

## Vida personal
El maig de 2016 es casà amb el periodista croat Filip Brkić. El novembre d'aquell mateix any revelà que estava embarassada.